# Sixeonotus brevirostris
Sixeonotus brevirostris är en insektsart som beskrevs av Knight 1928. Sixeonotus brevirostris ingår i släktet Sixeonotus och familjen ängsskinnbaggar. Inga underarter finns listade i Catalogue of Life.